# City Circle Tram

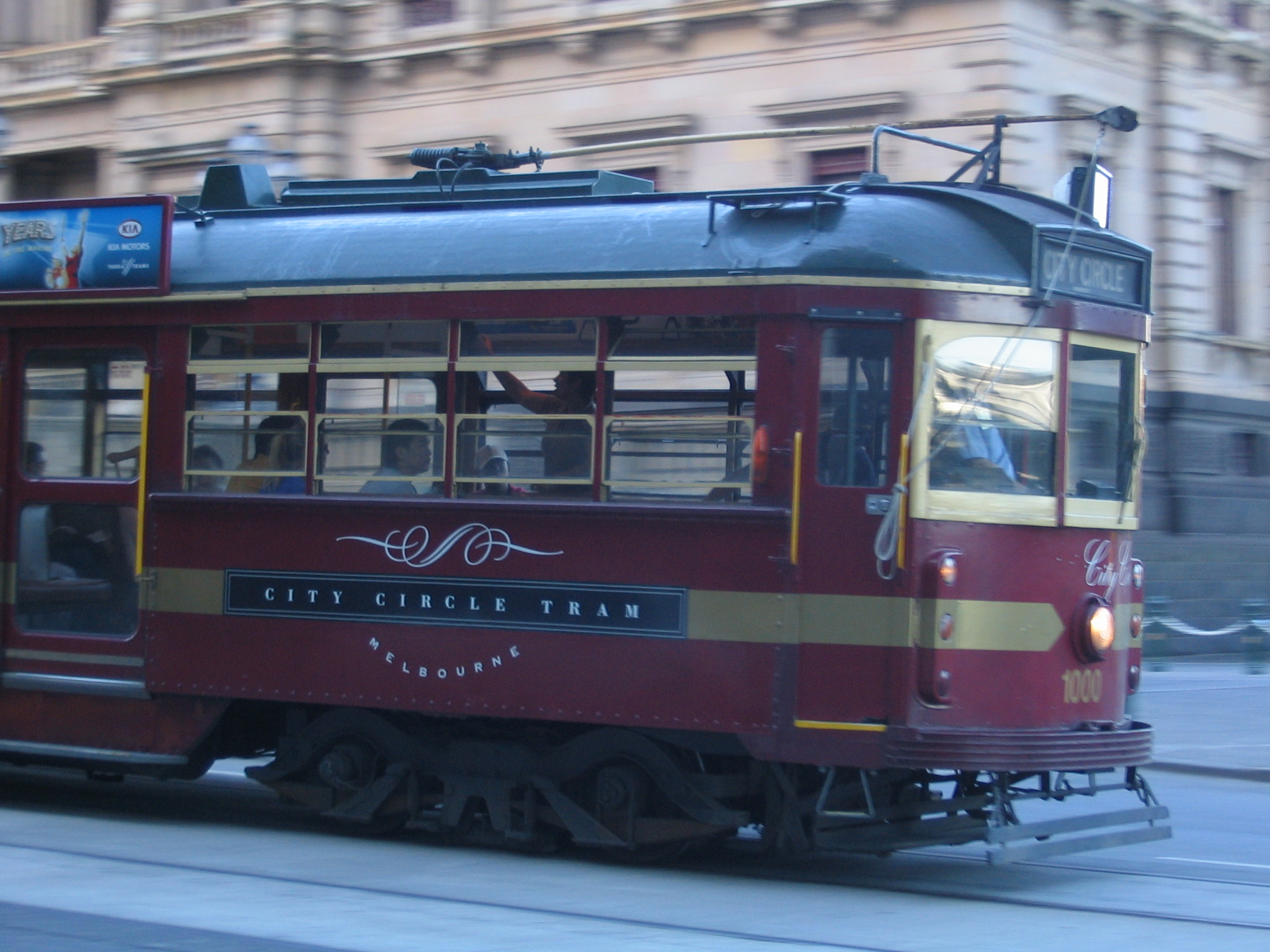
City Circle Tram.

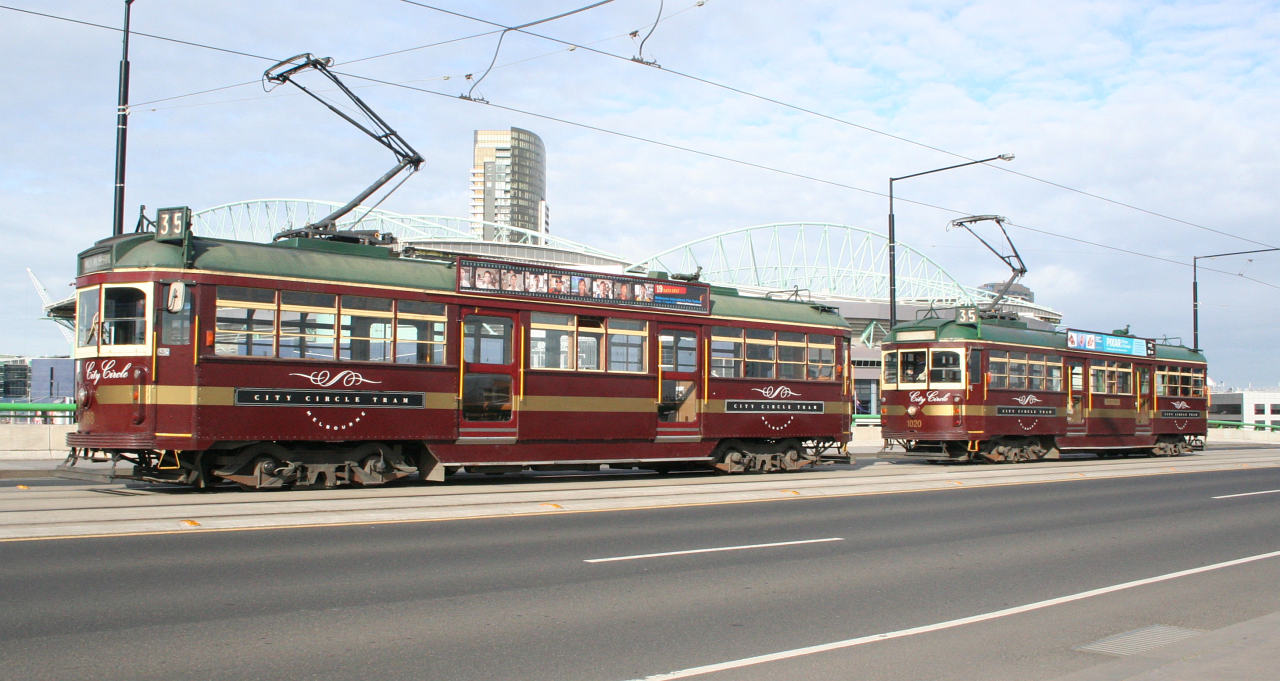
City Circle Tram, La Trobe Street, Melbourne.

De City Circle Tram is een gratis tram die in het zakendistrict van Melbourne, Australië rondrijdt. De tramroute heeft nummer 35 en het is gericht op het vervoeren van toeristen langs de bekende plekken in Melbourne. Tijdens de rit worden de inzittenden geïnformeerd over de haltes en over wat men in de omgeving kan vinden, zoals winkels.
De speciaal in rode kleur uitgevoerde historische W-class trams rijden de route met de klok mee en tegen de klok in. De trams vertrekken ongeveer elke twaalf minuten. De trams rijden langs La Trobe Street, Harbour Esplanade, Flinders Street en Spring Street tot het kruispunt met Bourke Street, daarna via Nicholson Street en Victoria Street terug naar La Trobe Street.
De City Circle Tram werd geïntroduceerd in 1994.